# محمد الرقيد
محمد الرقيد المدعوا بوكابوس هو باي وهران وحاكم بايلك الغرب ضمن أيالة الجزائر في العهد العثماني. امتد حكمه بين سنتي 1807 و1812 ليخلفه فيما بعد علي قارة (قرابرغلي).